# エリザベス・ビショップ

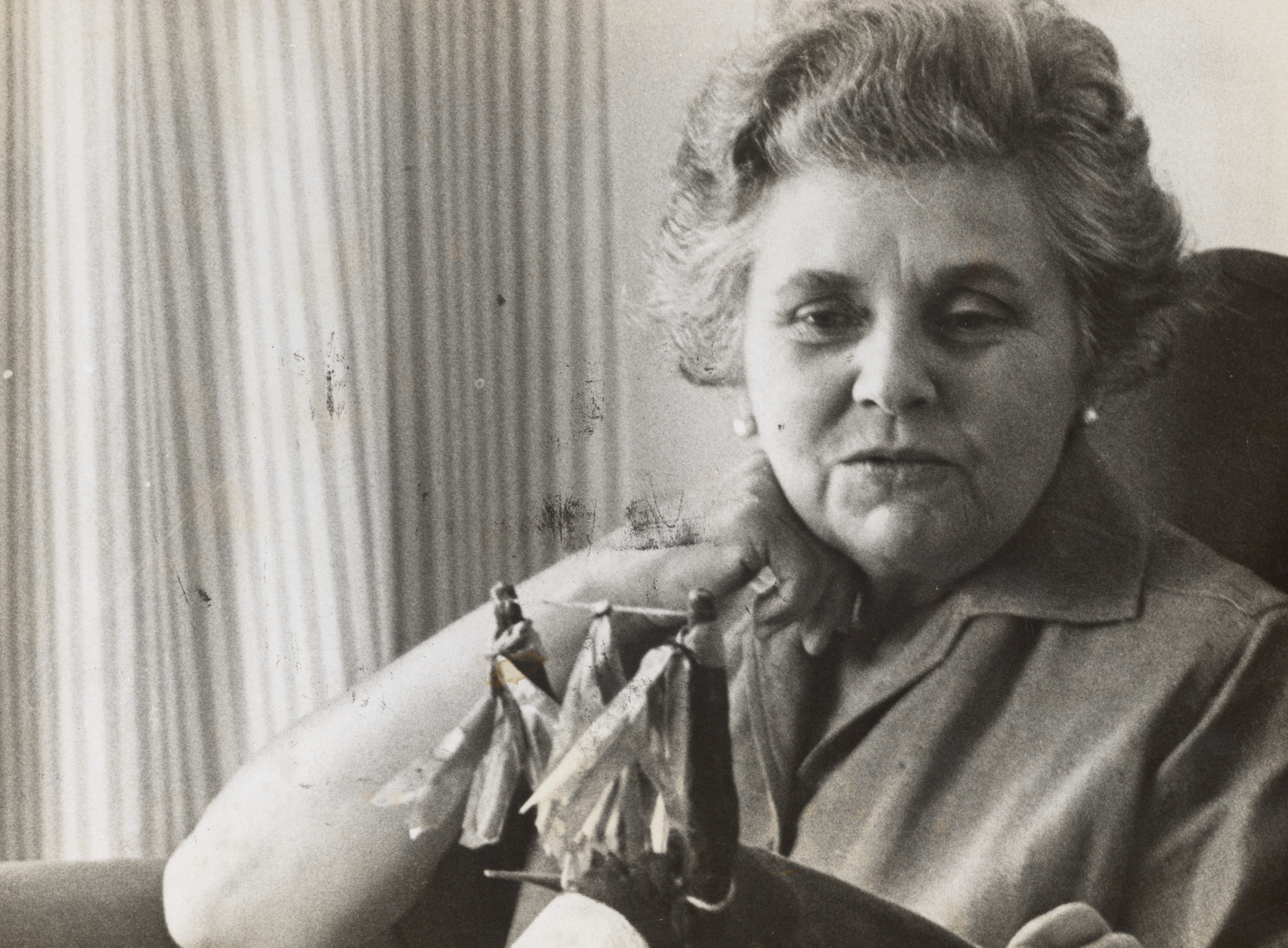
エリザベス・ビショップ

エリザベス・ビショップ（英語: Elizabeth Bishop、1911年2月8日 - 1979年10月6日）は、アメリカ合衆国の詩人。1949年～1950年のアメリカ合衆国議会図書館桂冠詩人であり、1956年にピューリッツァー賞 詩部門を、1970年に全米図書賞（詩部門）を受賞している。彼女の業績を記念して、幼いころに過ごした家がカナダのノバスコシア州、グレートヴィレッジに「エリザベス・ビショップ・ハウス」として残されている。20世紀のもっとも重要でかつ優れたアメリカの詩人のひとりだと考えられている。

## 生涯

### 幼少期
エリザベス・ビショップはマサチューセッツ州ウースターで生まれた。
彼女の父は成功した建設業者であったが、エリザベスの生後8カ月で亡くなった。母は精神病に冒され、1916年に精神病院に収容された。後年、ビショップは母の苦難を短編"In the Village"に書いている。事実上孤児となった幼いビショップは母方の祖父母と一緒にノバスコシアの農園で生活した（後年彼女自身が書き遺した自伝による）。ビショップの母は1934年に精神病院で亡くなったが、二人は二度と会うことはなかった。
後になって、父方の親戚がビショップの養育権を取得したため、母方の祖父母から離れ、マサチューセッツ州ウースターに住むより裕福な父方の親戚にひきとられた。しかしビショップはウースターでの日々を楽しまず、別れた祖父母のことをなつかしがった。ウースター時代の特筆すべきこととして、生涯苦しむことになった喘息に罹患したことがあげられる。ビショップの詩、『待合室にて』にウースター時代のことが手短に記録されている。
ビショップはマサチューセッツ州ナトリックのウォルナットヒルスクールで寄宿生活を送った。初めて印刷された彼女の詩はFrani Bloughが学内誌で取り上げたものである。大恐慌直前の1929年秋にヴァッサー大学に入学。1933年、反抗的な文芸誌「Con Spirito」をメアリー・マッカーシー（一学年上級）、マーガレット・ミラー、ユーニス・クラークとエレノア・クラークの姉妹と共同発行した。

### ビショップに影響をもたらしたもの
ビショップはマリアン・ムーアの影響を強く受けている。1934年、ヴァッサー大学の図書館員を通じてビショップと出会ったムーアは、ビショップの作品に強い関心を持ち、たったひとつ、ビショップの卒業後の進路を思いとどまらせようとした。ビショップはヴァッサー大学を卒業したあとにニューヨークへ行き、コーネル薬学学校に入学しようと考えていた。ムーアとの出会いはビショップが「親愛なるミス・ムーア」の代わりに「親愛なるマリアン」、と書くようになる4年前のことだった。二人の友情は1972年にムーアが亡くなるまで続き、多くの往復書簡が残された。（『One Art』を参照）。ビショップの作品「At the Fishhouses"」(1955)には、1924年に書かれたムーアの作品「A Grave.」をふまえたいくつかの隠喩が含まれている。
ランドール・ジャレルからロバート・ローウェルを紹介されたのは1947年のことだった。ビショップとローウェルは深い交友関係を結び、ローウェルが亡くなる1977年まで続いた。たいていは手紙のやり取りによるものだった。ローウェルの死後、「わたしたちの友情は、時によっては何年もの間手紙のやりとりだけで続いていたけれども、常に愛情深いもので、私はいつも深い感謝の念を彼に持っていた。」とビショップは書いている。二人の作風はそれぞれに影響を受けており、ローウェルは『スカンクの時間』がビショップの『アルマジロ』をモデルにしたことを明らかにしている。ローウェルは『叫び』についても「ビショップの短編『In the Village』から派生している」と書いている。ビショップが生涯の最後に発表した何編かの詩のひとつ「ノースヘイブン」は1978年に書かれたローウェルの追悼詩である。

### 旅と受賞
ビショップは早い時期からひとりで生活するには十分な資産を早世した父から相続しており、亡くなるまでの間に父の遺産を使い切ることがなかった。その結果、ビショップは生計のことを気にせずに多くの土地を旅行し、彼女の詩で語られているようにたくさんの町や国で生活することができた。1930年代中盤の何年間かはヴァッサー大学時代の同級生で製紙工場主の娘のルイーズ・クレインとフランスに住んだ。1938年にビショップはクレインと一緒にフロリダ州キーウェスト、ホワイトストリート624番地に家を購入した。キーウェスト滞在中、ビショップはポーリン・ファイファー（アーネスト・ヘミングウェイの二人目の妻。1940年にヘミングウェイと離婚した）と親交を持った。
1946年、マリリン・ムーアの推薦でホートン・ミフリン賞（詩部門）を受賞した。処女詩集「北と南」は1000部印刷された。『北と南』にランドール・ジャレルが寄せた「全ての詩の底辺にはこの言葉がある「わたしはそれを見た」」という批評がビショップの才能を鮮やかにあらわしている。
1951年にブーリン・マウアー大学から受け取った2,500ドルの奨学金を元にビショップは南米一周の船旅に出た。その年の11月にブラジルのサントスに到着した。ビショップは2週間ほどの滞在を予定していたが、結局15年間住むことになった。
ブラジル滞在中の1956年、ビショップはピューリッツァー賞 詩部門を『北と南／寒い春』で受賞する。受賞作は彼女の初めて出版した2冊の詩集をあわせたものだった。また、ラテンアメリカの言語に関心を寄せ、中南米の詩を英語に翻訳するとともに、彼らの詩の影響を受けた。影響を受けた詩人の中にはメキシコの詩人、オクタヴィオ・パスやブラジルの詩人ジョアン・カブラル・デ・メロ・ネトとカルロス・ドルモンド・デ・アンドラーデがいる。カルロス・ドルモンド・デ・アンドラーデについてビショップは「私は彼のことをまったく知らなかった。彼はとても人見知りに見えたし、私もそうだった。道で夜に一度会ったことがある。同じレストランから出てきたところで、自己紹介をしたとき彼は私の手に上品にキスをした。」と語っている。
ピューリッツァー賞に加え、ビショップは全米図書賞、全米批評家協会賞、二度のグッゲンハイム奨学金、そしてイングラムメリル財団助成金を受け取った。1976年にはノーベル文学賞に次ぐ権威を持つとされるノイシュタット国際文学賞を女性としては初めて受賞した。1988年にラジャ・ラオが受賞するまでの間、唯一のアメリカ人の受賞者である。
1970年代、遺産が尽き始めたビショップは大学で数年間教鞭をとった。ワシントン大学で短期間教えた後、ハーバード大学で七年間教壇にたった。ニューヨーク大学、マサチューセッツ工科大学でも教えた。メイン州ノースヘイブンに別荘を持っており、彼女はしばしば夏をそこですごした。
1977年、ビショップは最後の詩集『地理三課』を出版し、1979年10月6日に脳出血でなくなった。68歳没。マサチューセッツ州ウースターに葬られている。

### 人間関係
エリザベス・ビショップは複数の女性との恋愛関係があったが、個人的な生活や性的な関係を書き残さなかった。自分自身のことを「レズビアン詩人」や「女性詩人」だとも考えていなかった。彼女は作品の質について語られることを望んだが、ジェンダーや性的な志向によって評価されることを望んでいなかった。
ビショップは長期間関係を持った女性は二人いる。ひとり目はブラジルの社交界の名士で建築家のロタ・デ・マチェード・ソアレスで、ブラジルの高名で著名な政治一家の出身だった。ビショップとソアレスは15年間同棲した。出版こそしなかったものの、ビショップはサミュエル・アシュレイ・ブラウンとの手紙のやり取りでソアレスとの生活を書いている。だが、年を経るにつれて二人の関係は悪化し、移ろいやすくいらだったものとなり、うつ病やかんしゃく、アルコール中毒が際立っていった。ビショップは別の女性と関係をもち、ソアレスと袂をわかってアメリカへと帰っていった。うつ病に冒されていたソアレスはビショップを追ってアメリカに向かい、1967年に自殺した。
二人目の女性はアリス・メスフェサルで、ビショップは1971年に出会い、交際を始めた。ビショップのパートナーとなったメスフェサルは、ビショップの死後、彼女の文学的な遺言執行人となった。

## ビショップの業績

### 詩集
- North & South (Houghton Mifflin, 1946)
- Poems: North & South/A Cold Spring (Houghton Mifflin, 1955)
- A Cold Spring (Houghton Mifflin, 1956)
- Questions of Travel (Farrar, Straus, and Giroux, 1965)
- The Complete Poems (Farrar, Straus, and Giroux, 1969)
- Geography III, (Farrar, Straus, and Giroux, 1976)
- The Complete Poems: 1927-1979 (Farrar, Straus, and Giroux, 1983)
- Edgar Allan Poe & The Juke-Box: Uncollected Poems, Drafts, and Fragments by Elizabeth Bishop ed. Alice Quinn, (Farrar, Straus, and Giroux, 2006)

### その他の著作
- The Diary of Helena Morley, by Alice Brant, translated and with an Introduction by Elizabeth Bishop, (Farrar, Straus, and Cudahy, 1957)
- The Ballad of the Burglar of Babylon (Farrar, Straus, and Giroux, 1968)
- An Anthology of Twentieth Century Brazilian Poetry edited by Elizabeth Bishop and Emanuel Brasil, (Wesleyan University Press (1972)
- The Collected Prose (Farrar, Straus, and Giroux, 1984)
- One Art: Letters selected and edited by Robert Giroux, (Farrar, Straus, and Giroux, 1994)
- Exchanging Hats: Elizabeth Bishop Paintings, edited and with an Introduction by William Benton, (Farrar, Straus, and Giroux, 1996)
- Poems, Prose and Letters Robert Giroux and Lloyd Schwartz, eds. (New York: Library of America, 2008)
- Words in Air: The Complete Correspondence Between Elizabeth Bishop and Robert Lowell, ed. Thomas Travisano, Saskia Hamilton (Farrar, Strauss & Giroux, 2008)
- Conversations with Elizabeth Bishop . George Monteiro Ed. (University Press of Mississippi 1996)

### 受賞歴
- 1945年: ホートン・ミフリン詩賞
- 1947年: グッゲンハイム奨学金
- 1949年: アメリカ議会図書館詩コンサルタント（1985年よりアメリカ合衆国議会図書館桂冠詩人と名称が変わる）
- 1950年: アメリカ芸術文学アカデミー賞
- 1951年: ルーシー・マーチン・ドネリー奨学金（ブーリン・マウアー大学より受賞）
- 1953年: シェリー記念賞
- 1954年: アメリカ芸術文学アカデミーの終身会員に選ばれる
- 1956年: ピューリッツァー賞 詩部門
- 1960年: Chapelbrook Foundation Award
- 1964年: アメリカ詩人アカデミー奨学金
- 1968年: イングラム・メリル財団奨学金
- 1969年: 全米図書賞
- 1969年: The Order of the Rio Branco (ブラジル政府より受賞)
- 1974年: ハリエット・モンロー詩賞
- 1976年: Books Abroad/ノイシュタット国際文学賞
- 1976年: アメリカ芸術文学アカデミーに推薦
- 1977年: 全米批評家協会賞
- 1978年: グッゲンハイム奨学金

## 伝記
- Costello, Bonnie (1991). Elizabeth Bishop: Questions of Mastery. Cambridge: Harvard University Press. ISBN 0674246896
- Kalstone, David (1989). Becoming a Poet: Elizabeth Bishop with Marianne Moore and Robert Lowell. New York: Farrar Straus Giroux. ISBN 0374109605
- Millier, Brett (1993). Elizabeth Bishop: Life and the Memory of It. Berkeley: University of California Press. ISBN 0520079787
- Oliveira, Carmen L. , trans Neil K. Besner,  (2002) Rare and Commonplace Flowers: The Story of Elizabeth Bishop and Lota de Macedo Soares (Rutgers University Press, 2002) ISBN 0813533597
- Schwartz, Lloyd and Estess, Sybil P. (1983) Elizabeth Bishop and Her Art University of Michigan Press ISBN 047206343X
- Travisano, Thomas (1988). Elizabeth Bishop: Her Artistic Development. Charlottesville: University Press of Virginia. ISBN 0813911591